# Kwas 3-hydroksy-3-metylomasłowy
Kwas 3-hydroksy-3-metylomasłowy, HMB – organiczny związek chemiczny z grupy hydroksykwasów, pochodna metylowa kwasu 3-hydroksymasłowego. Stosowany jest w suplementach dla sportowców, zwłaszcza kulturystów. Hydroksymetylomaślan należy do grupy tzw. zaawansowanych produktów proteolizy. Powstaje naturalnie w efekcie katabolizmu białek; jego prekursorem jest leucyna. W zasadzie wszystkie produkty zaawansowanej proteolizy mają zdolność hamowania aktywności enzymów katabolicznych, z tym że HMB jest z nich najskuteczniejszy. Jak się przypuszcza, może to być związane z faktem, iż hydroksymetylomaślan dostarcza grup metylowych do metylacji ubikwityny – procesu dezaktywacji najsilniejszego enzymu katabolicznego.
Związek ten odkrył w 1992 roku zespół pod kierunkiem Steve’a Nissena. Stwierdzono wówczas, że pełni on jakąś, nie do końca wyjaśnioną, rolę w metabolizmie odbudowy tkanki mięśniowej. Badania Nissena na koloniach komórkowych i zwierzętach zdawały się dowodzić, że spożywanie tego związku zwiększa odporność mięśni na zmęczenie i sprzyja szybszemu przyrostowi tkanki mięśniowej, co spowodowało, że zaczęto go stosować w suplementach dla sportowców. Wyniki te zostały jednak zakwestionowane przez dwa inne zespoły naukowe, które (mimo wielu prób) nie potwierdziły skuteczności HMB jako czynnika znacząco wpływającego na wzrost mięśni.